# Арго (океанография)

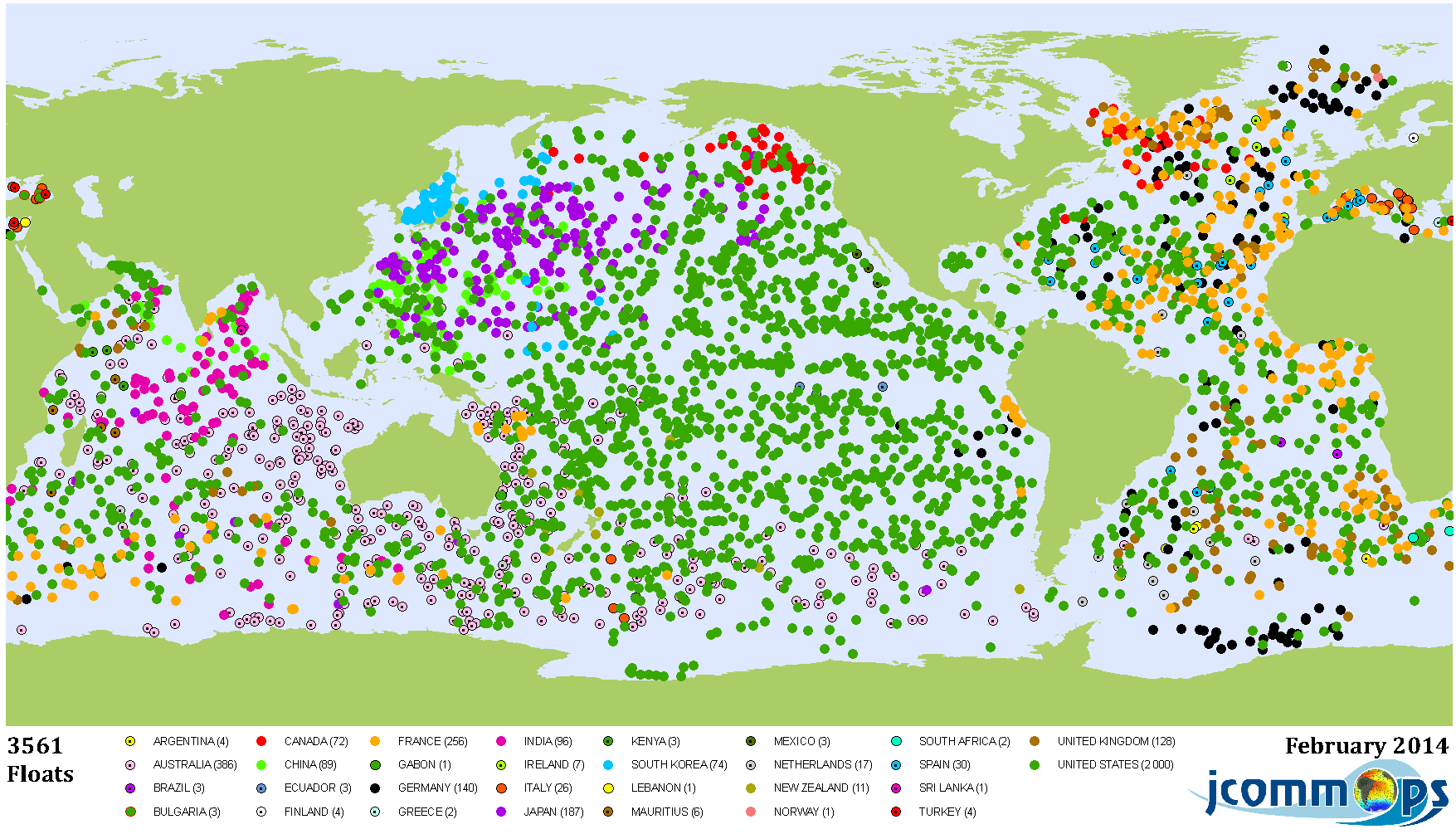
Карта буев-измерителей «Арго» по состоянию на февраль 2014 года

«АРГО» (Argo) — глобальный проект международного научного сообщества океанологов — по организации всемирной сети океанографических станций (в виде почти четырех тысяч дрейфующих буев-измерителей). Проект осуществляется с 2000 года, на полную мощность вышел в 2007 году. В нём участвуют 50 научных организаций из 26 стран.
Во время эксперимента по исследованию циркуляции океана (WOCE) в 1997—98 гг. на севере Атлантического океана была развернута сеть из нескольких десятков периодически погружающихся буев-измерителей. В 1999 г. было предложено распространить этот эксперимент на всю планету.
Хотя начинание было одобрено Международной океанографической комиссией и Всемирной метеорологической организацией, программу «Арго» решено было осуществлять без участия национального бюрократического аппарата (что уникально для проекта такого масштаба). Ежегодно в странах-участницах проводятся заседания научного комитета и комитета по данным, на которых оценивается прогресс эксперимента.
Данные о состоянии океана, регулярно передаваемые буями посредством спутниковой связи, составляют основу для формирования новой дисциплины — оперативной океанографии. Эти данные уже активно используются для прогнозирования состояния погоды и океана, а также грядущих климатических изменений.